# Verbena (género)
Verbena (verbena) es un género de plantas herbáceas o semileñosas, anuales o perenne, con cerca de 250 especies. Rastreras con hojas simples, opuestas. Originarias de ambos hemisferios. Prefieren suelos arenosos, livianos y de rápido drenaje. Generalmente se las encuentra en grupos de numerosos individuos de flores del mismo color, asociadas a otras coloridas especies/variedades, las cuales, en su conjunto, forman una atractiva vista.

## Descripción
Tiene tallos erectos o postrados, generalmente cuadrangulares, algunas veces teretes, glabros o con varios tipos de pelosidad, algunas veces glandulares. Hojas opuestas, frecuentemente decusadas, rara vez verticiladas, simples, dentadas, aserradas, lobadas o incisas, rara vez enteras. Inflorescencias terminales o terminales y axilares, en espigas solitarias, algunas veces con apariencia paniculada o cimosa, las espigas densas, laxas, cortas y con apariencia de cabezuela o alargadas; flores generalmente sésiles, de varios colores, inconspicuas a vistosas; brácteas inconspicuas; cáliz tubular, con 5 costillas terminando en 5 dientes desiguales, frecuentemente conniventes en fruto; corola hipocraterimorfa o infundibuliforme, el tubo recto o curvado, barbado internamente a la altura de la garganta, limbo 5-lobado, ligeramente 2-labiado; estambres 4, didínamos, incluidos, adheridos en el 1/2 superior del tubo de la corola; ovario 2-carpelar, cada carpelo 2-locular, cada lóculo uniovulado, el estilo corto, incluido, el estigma con 2 lobos desiguales. Frutos en esquizocarpos, encerrados por el cáliz tubular persistente, separándose al madurar en 4 mericarpos, cada uno con 1 semilla.
Usos
La verbena es una planta que se utiliza de varias maneras en infusión y en polvo. Ayuda a la tensión nerviosa, alivia los dolores de cabeza e incluso favorece la absorción de los alimentos. Al ayudar a la digestión y restaurar el sistema nervioso, constituye un tónico ideal para quienes se recuperan de enfermedades crónicas. Esta planta es utilizada también en las contracciones del parto y aumenta la producción de leche materna.[cita requerida]
Aparece en la relación de "hierbas divinas" de santa Hildegarda de Bingen.

## Taxonomía
El género fue descrito por Carlos Linneo y publicado en Species Plantarum 1: 18. 1753. La especie tipo es: Verbena officinalis L.
Etimología
Verbena: nombre genérico que es un antiguo nombre latino de la verbena común europea.

## Especies aceptadas
A continuación se brinda un listado de las especies del género Verbena aceptadas hasta junio de 2015, ordenadas alfabéticamente. Para cada una se indica el nombre binomial seguido del autor, abreviado según las convenciones y usos.
- Verbena alata Cham.
- Verbena andalgalensis Moldenke
- Verbena atacamensis Reiche
- Verbena australis Moldenke
- Verbena balansae Briq.
- Verbena bangiana Moldenke
- Verbena berterii (Meisn.) Schauer
- Verbena bipinnatifida Nutt.
- Verbena bonariensis L. -
- Verbena bracteata Lag. & Rodr.
- Verbena brasiliensis Vell.
- Verbena californica Moldenke
- Verbena campestris Moldenke
- Verbena canescens Kunth
- Verbena caniuensis Moldenke
- Verbena carnea Medik.
- Verbena carolina L.
- Verbena carollata Briq.
- Verbena catamarcensis Moldenke
- Verbena catharinae Moldenke
- Verbena chacensis Moldenke
- Verbena clavata Ruiz & Pav.
- Verbena cloverae Moldenke
- Verbena cochabambensis Moldenke
- Verbena concepcionis Moldenke
- Verbena corymbosa Ruiz & Pav.
- Verbena cumingii Moldenke
- Verbena cuneifolia Ruiz & Pav.
- Verbena delicatula Mart. & Zucc.
- Verbena demissa Moldenke
- Verbena dusenii Moldenke
- Verbena ehrenbergiana Schauer
- Verbena ephedroides Cham.
- Verbena fasciculata Benth.
- Verbena ferreyrae Moldenke
- Verbena filicaulis Schauer
- Verbena gentryi Moldenke
- Verbena glabrata Kunth
- Verbena glutinosa Kuntze
- Verbena goyazensis Moldenke
- Verbena gracilescens (Cham.) Herter
- Verbena gracilis Desf.
- Verbena grisea B.L.Rob. & Greenm.
- Verbena gynobasis Wedd.
- Verbena hastata L.
- Verbena hatschbachi Moldenke
- Verbena hayekii Moldenke
- Verbena hintonii Moldenke
- Verbena hirta Spreng.
- Verbena hispida Ruiz & Pav.
- Verbena imbricata Wooton & Standl.
- Verbena inamoena Briq.
- Verbena intermedia Gillies & Hook.
- Verbena johnstonii (Moldenke) G.L.Nesom
- Verbena jordanensis Moldenke
- Verbena kuhlmannii Moldenke
- Verbena landbeckii Phil.
- Verbena lasiostachys Link
- Verbena lindbergi Moldenke
- Verbena lindmanii Briq.
- Verbena litoralis Kunth
- Verbena lobata Vell.
- Verbena longifolia M.Martens & Galeotti
- Verbena lucanensis Moldenke
- Verbena macdougalii A.Heller
- Verbena macrodonta L.M.Perry
- Verbena malmii Moldenke
- Verbena menthifolia Benth.
- Verbena minutiflora Briq.
- Verbena montevidensis Spreng.
- Verbena monticola Moldenke
- Verbena multiglandulosa Moldenke
- Verbena neomexicana (A.Gray) Small
- Verbena nivea Moldenke
- Verbena occulta Moldenke
- Verbena officinalis L.
- Verbena orcuttiana L.M.Perry
- Verbena ovata Cham.
- Verbena paraguariensis Moldenke
- Verbena paranensis Moldenke
- Verbena parvula Hayek
- Verbena paulensis Moldenke
- Verbena paulsenii Phil.
- Verbena pedicellata Moldenke
- Verbena perennis Wooton
- Verbena pinetorum Moldenke
- Verbena plicata Greene
- Verbena polycephala Turcz.
- Verbena porrigens Phil.
- Verbena pseudojuncea Gay
- Verbena ramboi Moldenke
- Verbena ramulosa Phil.
- Verbena recta Kunth
- Verbena rectiloba Moldenke
- Verbena regnelliana Moldenke
- Verbena reineckii Moldenke
- Verbena reitzii Moldenke
- Verbena ribifolia Walp.
- Verbena rigida Spreng.
- Verbena riparia Raf.exSmall & A.Heller
- Verbena robusta Greene
- Verbena runyonii Moldenke
- Verbena russellii Moldenke
- Verbena scabra Vahl
- Verbena scabrella Sessé & Moc.
- Verbena sedula Moldenke
- Verbena simplex Lehm.
- Verbena spartioides Turcz.
- Verbena sphaerocarpa L.M.Perry
- Verbena storeoclada Briq.
- Verbena stricta Vent.
- Verbena strigosa Cham.
- Verbena subuligera Greene
- Verbena supina L.
- Verbena swiftiana Moldenke
- Verbena tecticaulis Tronc.
- Verbena tessmannii Moldenke
- Verbena thymoides Cham.
- Verbena tomophylla Briq.
- Verbena townsendii Svenson
- Verbena trachea Phil.
- Verbena trifida Kunth
- Verbena triternata Phil.
- Verbena urticifolia L.
- Verbena valerianoides Kunth
- Verbena variabilis Moldenke
- Verbena villifolia Hayek
- Verbena weberbaueri Hayek
- Verbena xutha Lehm.